# 2014 à Paris
 Chronologie de l'histoire de Paris
- 2010
- 2011
- 2012
- 2013
- 2014
- 2015
- 2016
- 2017
- 2018

Cette page concerne l'année 2014 du calendrier grégorien.

## Chronologie

### Janvier 2014
- 10 janvier : la vitesse limite sur le boulevard périphérique passe à 70 km/h.

### Février 2014
- x

### Mars 2014
- 17 mars : en raison d'une pollution importante, la circulation alternée est appliquée pour la première fois depuis 1997[1].
- 23 et 30 mars : lors des élections municipales, les listes du Parti socialiste remportent la majorité des sièges au Conseil de Paris.

### Avril 2014
- 5 avril : Anne Hidalgo est élue maire par le Conseil de Paris, devenant la première femme à occuper ce poste.
- 12 avril : réouverture du parc zoologique de Paris (dit zoo de Vincennes) après plusieurs années de travaux.

### Mai 2014
- x

### Juin 2014
- x

### Juillet 2014
- x

### Août 2014
- x

### Septembre 2014
- x

### Octobre 2014
- x

### Novembre 2014
- 14 novembre : inauguration du nouvel auditorium de la Maison de la Radio[2].

### Décembre 2014
- x

## Décès en 2014
- 1er mars : Alain Resnais, réalisateur monteur et scénariste.